# Vieux bain avec les piscines 3 et 4 à Niška Banja
Le vieux bain avec les piscines 3 et 4 à Niška Banja (en serbe cyrillique : Старо купатило са базенима 3 и 4 у Нишкој Бањи ; en serbe latin : Staro kupatilo sa bazenima 3 i 4 u Niškoj Banji) se trouve à Niška Banja, sur le territoire de la ville de Niš et dans le district de Nišava, en Serbie. Il est inscrit sur la liste des monuments culturels protégés de la république de Serbie (identifiant no SK 1916),,.

## Présentation
Le bâtiment, situé Trg Republike (place de la République), se trouve dans un parc au centre de la station thermale,. Il a été construit en 1934 sur les vestiges d'un hammam turc pour hommes et femmes,.
De plan rectangulaire, très allongé, il se compose d'un simple rez-de-chaussée,. La piscine octogonale numéro 3 et la piscine rectangulaire numéro 4 occupent une position centrale dans le bain ; à côté d'elles se trouvent des vestiaires, des cabinets de consultation, des pièces annexes et un bloc sanitaire ; la salle pour les inhalations est située dans la partie nord-est du bâtiment,.

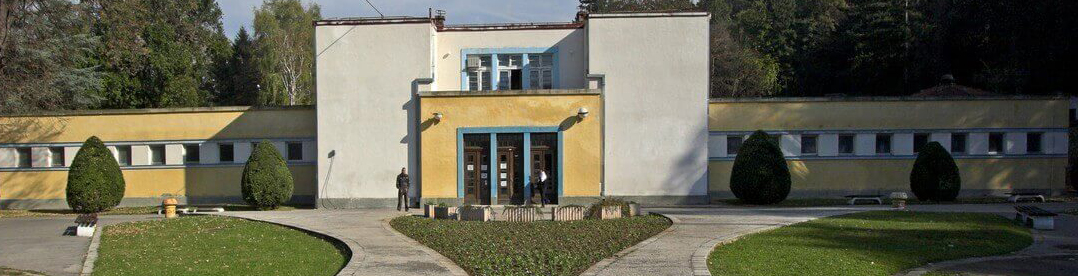
Vue générale de la façade principale sur le parc.